# Helina cyanea
Helina cyanea este o specie de muște din genul Helina, familia Muscidae. A fost descrisă pentru prima dată de Stein în anul 1906.
Este endemică în Madagascar. Conform Catalogue of Life specia Helina cyanea nu are subspecii cunoscute.